# Thaumalea sandaliae
Thaumalea sandaliae är en tvåvingeart som beskrevs av Wagner 1987. Thaumalea sandaliae ingår i släktet Thaumalea och familjen mätarmyggor. Inga underarter finns listade i Catalogue of Life.